# Johann Baptist Winklhofer

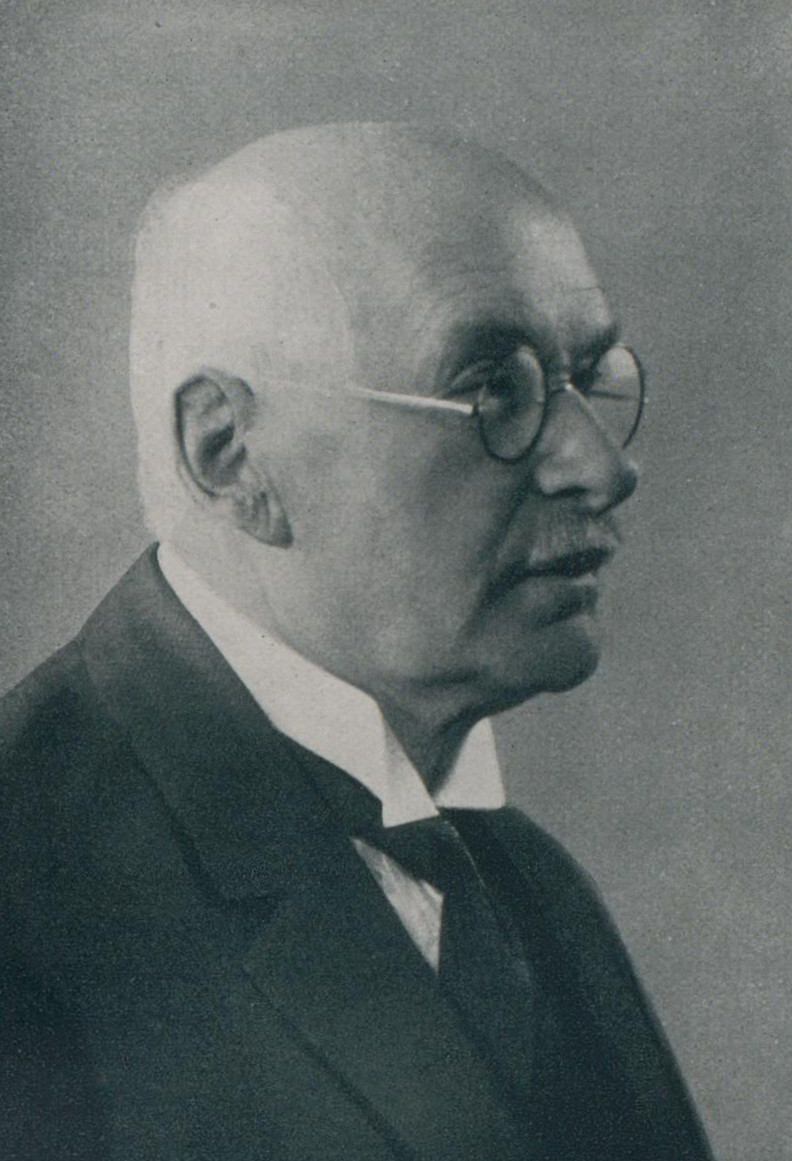
Johann Baptist Winklhofer

Johann Baptist Winklhofer (* 23. Juni 1859 in München-Haidhausen; † 28. März 1949 in Landsberg am Lech) war ein deutscher Mechaniker und Unternehmer. Er gilt auch als ein „Pionier der deutschen Büromaschinenindustrie“.

## Leben
Zusammen mit Richard Adolf Jaenicke gründete er in Chemnitz das Unternehmen Wanderer-Werke AG, dessen Automobilbau 1932 gemeinsam mit Audi, Horch und DKW zur Auto Union AG verbunden wurde. Winklhofer war bis zum 4. Oktober 1902 Direktor des Unternehmens, bis 1897 zusammen mit Richard Adolf Jaenicke. Bis 1929 blieb er aber als ein vom Aufsichtsrat delegierter technischer Berater in dem Unternehmen tätig. Das Unternehmen war abgesehen von der Automobilproduktion führend in der Schreibmaschinen- (Marke „Continental“) und der Fahrradentwicklung (Marke „Wanderer“). So wurde ein Patent für die Doppelübersetzungsnabe mit Freilauf und Rücktrittbremse angemeldet, die ab 1903 serienmäßig produziert wurde; die von der Wanderer-Werke AG vollständig neu entwickelte „Continental“-Schreibmaschine war die erste Typenhebelschreibmaschine, die sichtbar schrieb. Ferner war das Unternehmen im Maschinenbau, in der Herstellung von Büromaschinen und der Motorradproduktion tätig. Im Jahr 1916 gründete Winklhofer außerdem das Unternehmen Iwis.
Winklhofer wurde mit zahlreichen Auszeichnungen geehrt. So verlieh ihm die Bayerische Staatsregierung 1911 den Ehrentitel eines Kommerzienrats, der König von Sachsen zeichnete ihn mit dem Albrechts-Orden 1. Klasse aus, und die Stadt Landsberg am Lech verlieh ihm 1929 ihre Goldene Bürgermedaille und später die Ehrenbürgerwürde. Nach ihm ist die Johann-Winklhofer-Realschule in Landsberg am Lech benannt. Auch eine Straße in Chemnitz, in unmittelbarer Nähe zum ehemaligen Standort seines Unternehmens, trägt seinen Namen.